# امامزاده سلطان کرم سیوند
بقعه امامزاده عقیل (سلطان کرم) در امامزاده برادر علی بن موسی‌الرضا است. این مکان در ۱٫۵ کیلومتری شمال سیوند در شرق شهر قدیم سیوند (سیوندخرابه) و در گورستان صفوی سیوند بر کناررودسیوند و پرد سیوند قراردارد. این امامزاده بدستور مأمون عباسی و به دست حاکم سیوند کشته شد.